# 도미노슈타인

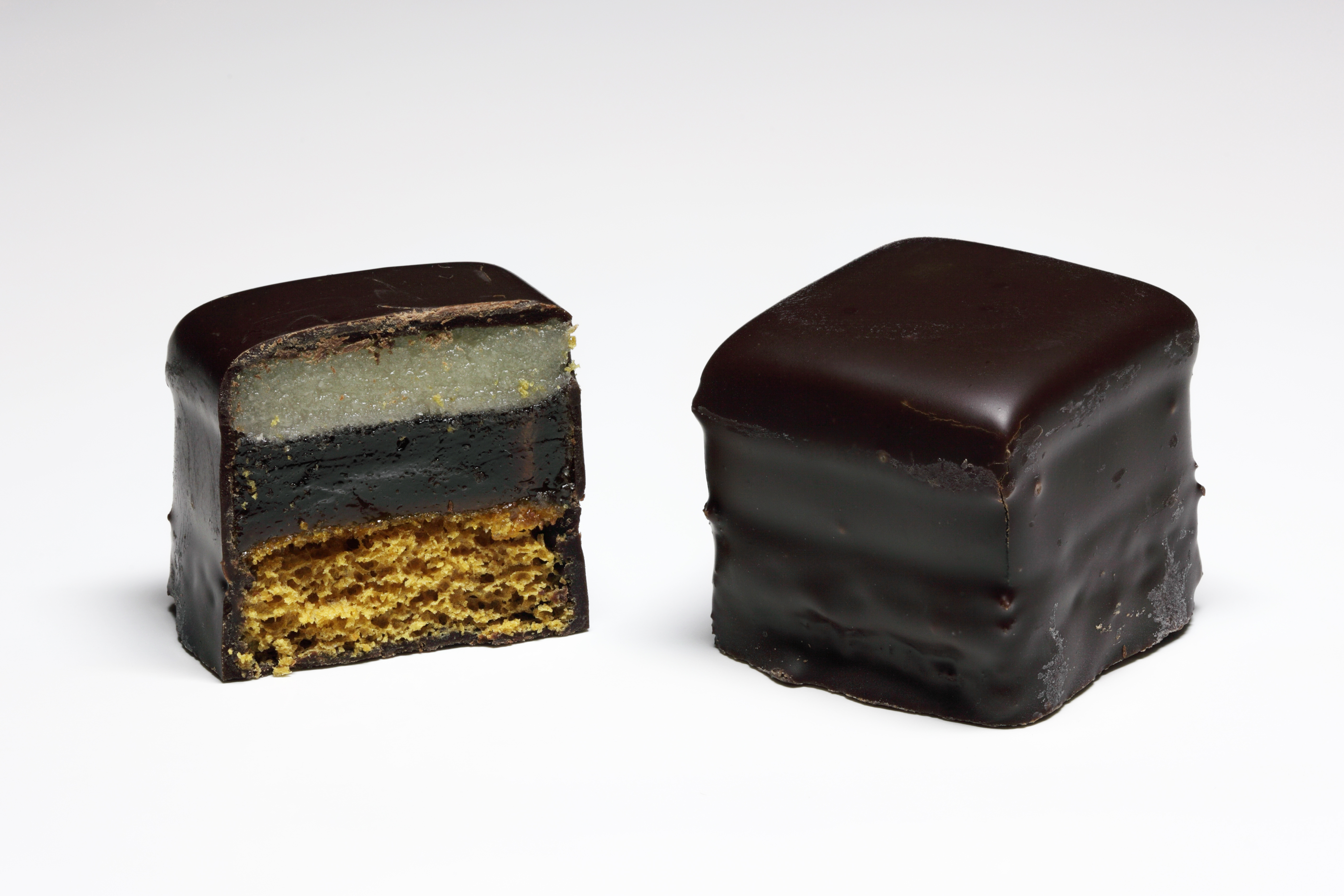

도미노슈타인(독일어: Dominostein)은 독일과 오스트리아의 과자이다.
레이프쿠헨 쿠키를 가장 아래에 깔고, 그 위에 산과 또는 살구 젤리를 얹고 그 위에 마지팬을 얹어 3층을 만든다. 그리고 전체를 다크초콜릿 아이싱으로 덮는다.
도미노슈타인은 1936년 드레스덴의 헤르베르트 벤들러(1912년 ~ 1998년)라는 사람이 발명했다.